# Miley Cyrus & Her Dead Petz
Miley Cyrus & Her Dead Petz là album phòng thu thứ năm của ca sĩ người Mỹ Miley Cyrus. Nó đã được công bố và phát hành trực tuyến miễn phí vào ngày 30 tháng 8 năm 2015, bởi hãng đĩa độc lập "Smiley Miley" của cô. Cyrus bắt đầu dự án này trong năm 2013 ngay sau khi album trước Bangerz phát hành. Cô đã hợp tác với nhiều nhà sản xuất khác nhau bao gồm Mike Will Made It, Oren Yoel và ban nhạc Flaming Lips. Ngoài ra, nó còn có sự tham gia góp giọng từ Big Sean, Sarah Barthel từ Phantogram, và Ariel Pink.
Sau màn trình diễn bài hát "Dooo It!" tại Giải Video âm nhạc của MTV năm 2015, nữ ca sĩ tuyên bố, Miley Cyrus & Her Dead Petz sẽ được phát hành trực tuyến hoàn toàn miễn phí, mà không cần quảng bá hoặc có sự xác nhận từ trước. Một video ca nhạc cho "Dooo It!" cũng ra mắt cùng thời điểm với album.

## Danh sách bài hát
Thành phần tham gia thực hiện được lấy từ trang web chính thức của Cyrus.
| STT              | Nhan đề                                                                | Sáng tác                                          | Sản xuất                                                       | Thời lượng |
| ---------------- | ---------------------------------------------------------------------- | ------------------------------------------------- | -------------------------------------------------------------- | ---------- |
| 1.               | "Dooo It!"                                                             | Miley Cyrus Wayne Coyne Steven Drozd Dennis Coyne | Cyrus The Flaming Lips                                         | 3:35       |
| 2.               | "Karen Don't Be Sad"                                                   | Cyrus W. Coyne Drozd                              | Cyrus The Flaming Lips                                         | 4:52       |
| 3.               | "The Floyd Song (Sunrise)"                                             | Cyrus Drozd W. Coyne D. Coyne                     | Cyrus The Flaming Lips                                         | 5:16       |
| 4.               | "Something About Space Dude"                                           | Cyrus W. Coyne Derek Brown Drozd D. Coyne         | Cyrus The Flaming Lips                                         | 3:28       |
| 5.               | "Space Boots"                                                          | Cyrus                                             | Oren Yoel Cyrus                                                | 4:39       |
| 6.               | "Fuckin Fucked Up"                                                     | Cyrus D. Coyne                                    | D. Coyne The Flaming Lips                                      | 0:50       |
| 7.               | "BB Talk"                                                              | Cyrus                                             | Oren Yoel The Flaming Lips                                     | 4:32       |
| 8.               | "Fweaky"                                                               | Cyrus                                             | Mike Will Made It A+                                           | 3:47       |
| 9.               | "Bang Me Box"                                                          | Cyrus                                             | Mike Will Made It Resource                                     | 3:41       |
| 10.              | "Milky Milky Milk"                                                     | Cyrus W. Coyne Drozd D. Coyne                     | Cyrus The Flaming Lips                                         | 4:47       |
| 11.              | "Slab of Butter (Scorpion)" (hợp tác với Sarah Barthel của Phantogram) | Cyrus W. Coyne Drozd D. Coyne                     | Mike Will Made It Cyrus The Flaming Lips Ryder Ripps Jon Baken | 5:01       |
| 12.              | "I'm So Drunk"                                                         | Cyrus                                             | D. Coyne The Flaming Lips                                      | 0:46       |
| 13.              | "I Forgive Yiew"                                                       | Cyrus Sam Hook                                    | Mike Will Made It Ripps Baken                                  | 3:14       |
| 14.              | "I Get So Scared"                                                      | Cyrus                                             | Oren Yoel                                                      | 3:53       |
| 15.              | "Lighter"                                                              | Cyrus                                             | Mike Will Made It A+                                           | 5:19       |
| 16.              | "Tangerine" (hợp tác với Big Sean)                                     | Cyrus Drozd W. Coyne D. Coyne Sean Anderson       | Cyrus The Flaming Lips                                         | 5:05       |
| 17.              | "Tiger Dreams" (hợp tác với Ariel Pink)                                | Cyrus Drozd W. Coyne                              | Cyrus The Flaming Lips                                         | 5:52       |
| 18.              | "Cyrus Skies"                                                          | Cyrus Drozd W. Coyne                              | Cyrus The Flaming Lips                                         | 5:33       |
| 19.              | "Evil Is But a Shadow"                                                 | Cyrus W. Coyne Drozd Brown D. Coyne               | Cyrus The Flaming Lips                                         | 4:35       |
| 20.              | "1 Sun"                                                                | Cyrus                                             | Oren Yoel                                                      | 3:59       |
| 21.              | "Miley Tibetan Bowlzzz"                                                | Cyrus Drozd                                       | The Flaming Lips                                               | 2:09       |
| 22.              | "Pablow the Blowfish"                                                  | Cyrus                                             | Cyrus                                                          | 3:30       |
| 23.              | "Twinkle Song"                                                         | Cyrus                                             | Cyrus                                                          | 3:43       |
| Tổng thời lượng: | Tổng thời lượng:                                                       | Tổng thời lượng:                                  | Tổng thời lượng:                                               | 92:06      |

## Lịch sử phát hành
| Khu vực  | Ngày                | Định dạng  |
| -------- | ------------------- | ---------- |
| Toàn cầu | 30 tháng 8 năm 2015 | Trực tuyến |